# Sagmariasus
Sagmariasus verreauxi Es una especie de Palinuridae que habita alrededor del norte de Nueva Zelanda, las Islas Kermadec, las Islas Chatham y Australia, desde Queensland a Tasmania. Es probablemente el decápodo más largo  el mundo, junto al bogavante americano Homarus americanus, llegando a alcanzar los 60 centímetros de longitud.

## Etimología

Modelo de Sagmariasus verreauxi

El nombre Sagmarasius deriva del griego σαγμαριον (sagmarion), que significa caballo de carga, y el nombre genérico Jasus es una referencia al nombre común "cangrejo de río".